# Чемпионат России по лёгкой атлетике 1915
8-й чемпионат России по лёгкой атлетике прошёл 15—16 августа 1915 года в Москве на спортивной площадке ОЛЛС. Соревнования состоялись в 14 легкоатлетических дисциплинах.

## Соревнования
Изначально в Москве в 1915 году было запланировано проведение III Российской Олимпиады, однако из-за начавшейся Первой мировой войны она была отменена. Тем не менее, чемпионат страны по лёгкой атлетике всё же удалось провести. Боевые действия сильно сказались на составе участников соревнований: на турнир заявилось всего 85 человек из 19 спортивных обществ Москвы, Петрограда, Риги, Киева, Ревеля, Виндавы и Харькова. Погиб на фронте чемпион страны в прыжке с шестом Курт Витгоф, с ранением ноги попал в госпиталь один из сильнейших бегунов на длинные дистанции Николай Владимиров.
Общими усилиями участникам чемпионата удалось установить два рекорда России. Иоганн Виллемсон побил своё же достижение в беге на 1500 метров — 4.15,2. В метании копья отличился Антон Охака из Ревеля (54,13 м). Он и спринтер Борис Котов стали двукратными чемпионами страны.

## Медалисты
| Дисциплина                | Золото                                     | Золото      | Серебро                         | Серебро     | Бронза                                            | Бронза      |
| ------------------------- | ------------------------------------------ | ----------- | ------------------------------- | ----------- | ------------------------------------------------- | ----------- |
| 100 м                     | Борис Котов МКЛ Москва                     | 11,4        | Николай Леандров МКЛ Москва     | 11,8        | Борис Орлов «Спорт» Киев                          | 12,0        |
| 400 м                     | А. Нейман 2-е Общество велосипедистов Рига | 54,2        | Густав Кийлем «Спорт» Ревель    | 55,2        | Анатолий Россинский МКЛ Москва                    | 55,2        |
| 1500 м                    | Иоганн Виллемсон «Калев» Ревель            | 4.15,2      | Лев Бархаш МКЛ Москва           | 4.17,6      | Лев Лерчер МКЛ Москва                             | 4.19,4      |
| 5000 м                    | К. Оттелин «Унитас» Петроград              | 16.22,4     | Михаил Никольский КЛС Москва    | 16.37,0     | А. Кузнецов «Нарва» Петроград                     | 16.42,4     |
| Часовой бег               | Николай Харьков КЛС Москва                 | 16 602,25 м | Михаил Никольский КЛС Москва    | 16 423,40 м | Юри Лоссман «Калев» Ревель                        | 16 193,60 м |
| 110 м с барьерами         | Фридрих Сауемяги «Калев» Ревель            | 17,6        | Виктор Шацкий ОЛЛС Москва       | 18,0        | Михаил Унмут ОЛЛС Москва                          | 18,2        |
| Прыжок в высоту           | Сергей Рутковский «Калев» Ревель           | 1,75 м      | Бернгардт Абрамс «Калев» Ревель | 1,75 м      | Алексей Есаулов Павловско-Тярлевский КЛС Павловск | 1,75 м      |
| Прыжок в высоту (с места) | Николай Шведревиц «Унион» Рига             | 1,41 м      | Михаил Унмут ОЛЛС Москва        | 1,38 м      | Виктор Шацкий ОЛЛС Москва                         | 1,35 м      |
| Прыжок с шестом           | Михаил Унмут ОЛЛС Москва                   | 3,30 м      | Отто Сярккя «Унитас» Петроград  | 3,30 м      | Иоганн Мартин «Калев» Ревель                      | 3,25 м      |
| Прыжок в длину            | Борис Котов МКЛ Москва                     | 6,37 м      | Николай Леандров МКЛ Москва     | 6,30 м      | Сергей Трофимов МКЛ Москва                        | 6,29 м      |
| Прыжок в длину (с места)  | Эдуард Гиоп «Калев» Ревель                 | 2,97 м      | Антон Охака «Калев» Ревель      | 2,86 м      | Николай Леандров МКЛ Москва                       | 2,82 м      |
| Толкание ядра             | Борис Ергин «Унитас» Петроград             | 11,44 м     | Антон Охака «Калев» Ревель      | 11,26 м     | Алексей Соколов МКЛС Москва                       | 11,00 м     |
| Метание диска             | Антон Охака «Калев» Ревель                 | 40,21 м     | Сергей Куренков МКЛ Москва      | 36,61 м     | Николай Сукатнек «Унион» Виндава                  | 35,94 м     |
| Метание копья             | Антон Охака «Калев» Ревель                 | 54,13 м     | Борис Рымарев МКЛ Москва        | 48,21 м     | Эрих Валли «Унитас» Петроград                     | 47,26 м     |